# Österreichischer Schachbund
Der Österreichische Schachbund (ÖSB) mit Sitz in Graz ist die Dachorganisation der Schachspieler in Österreich.
Der ÖSB entstand 1946, nachdem der ältere Österreichische Schachverband mit der deutschen Besetzung Österreichs seine Selbständigkeit verloren hatte. Der Schachbund bezog sich auf das Jahr 1920 als ursprüngliches Gründungsdatum, als er im Jahr 2000 das achtzigjährige Bestehen beging.

## Organisation
Im Schachbund sind rund 400 Schachvereine in ganz Österreich organisiert. Laut Eloliste gehören ungefähr 10.000 Spieler den österreichischen Vereinen an. Die Schachklubs jedes Bundeslandes sind in ihrem jeweiligen Landesverband zusammengefasst. Alle neun Landesverbände sind ordentliche Mitglieder des ÖSB.
Der Bundesvorstand des Schachbundes umfasst das Präsidium der Vorsitzenden der neun Landesverbände und die Leiter der Kommissionen für Technische Fragen, Ausbildung, Leistungs- und Breitensport sowie Kommunikation und Marketing. Als Präsident amtiert seit 1971 der Politiker und Kulturfunktionär Kurt Jungwirth, der während seiner langen Amtszeit die Tätigkeit des Schachbundes in vielfältiger Hinsicht geprägt hat. Generalsekretär ist Walter Kastner.
Offizielles Organ des ÖSB ist seit 1981 die Zeitschrift Schach Aktiv.

## Geschichte des Schachbundes

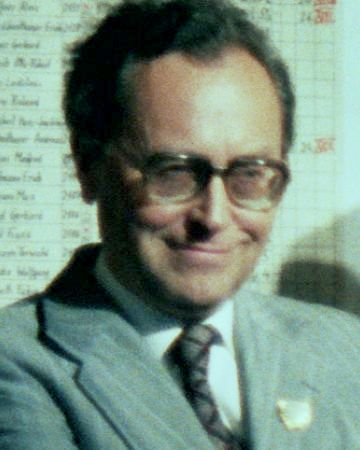
Kurt Jungwirth (1982) Präsident 1971 bis 2017

Im 19. Jahrhundert schlugen nach 1870 mehrere Versuche fehl, einen österreichischen Schachverband zu gründen. Mittelpunkt des Schachlebens war der wohlhabende Wiener Schachklub. Ein zweites Schachzentrum bestand in Graz. Der 1890 anlässlich eines Schachkongresses in Graz ins Leben gerufene Österreichisch-ungarische Schachbund stellte bereits 1892 seine Tätigkeit mangels Interesse wieder ein. Nur in der Armee bestand eine das ganze Staatsgebiet umfassende Schachvereinigung.
Erst nach dem Ersten Weltkrieg führten die Anstrengungen zum Erfolg. Am 12. Dezember 1920 wurde im Hotel Palace in Wien der Österreichische Schachverband gegründet. Zu Beginn gehörten ihm 22 Vereine an. Zum ersten Präsidenten wurde Josef Krejcik bestimmt, der sich um einen Aufschwung des österreichischen Schachlebens in der Zwischenkriegszeit bemühte. Dem Weltschachbund FIDE gehörte der Verband seit 1926 an.
Politische Wirren behinderten die Entwicklung. Der Arbeiterschachbund unter Josef Hanacik spaltete sich 1925 vom Schachverband ab. In der Bürgerkriegsatmosphäre des Jahres 1934 wurde der Arbeiterschachbund aufgelöst. Nach dem Anschluss Österreichs an das Deutsche Reich trat der Österreichische Schachverband als Landesverband dem Großdeutschen Schachbund bei.
Nach dem Krieg wurde Ende 1946 ein einheitlicher Österreichischer Schachbund gegründet, dessen erster Präsident Josef Hanacik war. Sein ebenfalls aus Wien stammender Nachfolger Franz Cejka leitete den Verband zwischen 1952 und 1971. Nach dessen Tod wurde 1971 Kurt Jungwirth gewählt, der seitdem dem ÖSB vorsteht.
Im Jahre 2011 durfte er sein 40-jähriges Jubiläum als Präsident des ÖSB begehen, womit er einer der längstdienenden Sportfunktionäre in Österreich ist. Außerhalb Wiens begannen die Bundesländer eine größere Rolle zu spielen. Diese Entwicklung fand auch darin ihren Ausdruck, dass der Schachbund mit Präsident Jungwirth 1971 seinen Sitz von Wien nach Graz verlegte.

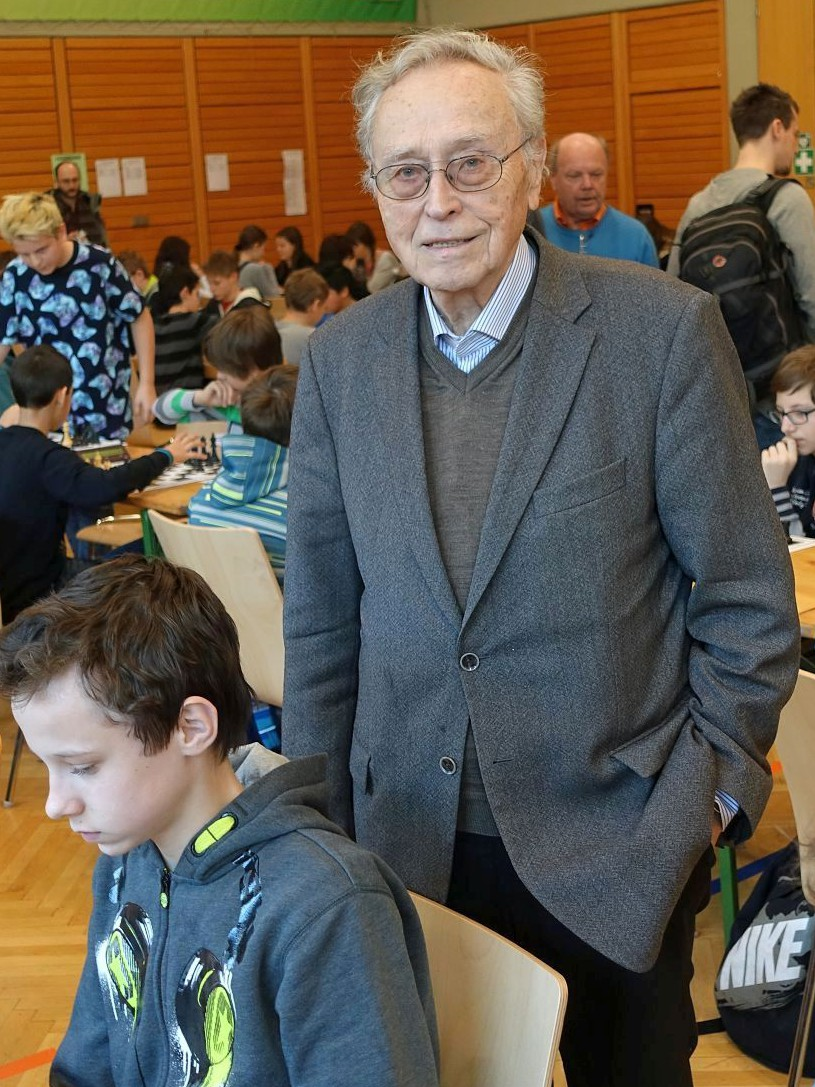
Kurt Jungwirth, 2015 bei der 20. Jugendschach-Olympiade im Schulzentrum Gratwein

Im Jahr 2017 trat Jungwirth, fast 88-jährig, vom Amt des Präsidenten des ÖSB zurück. Sein Nachfolger wurde im Juni desselben Jahres Christian Hursky, der bis dahin Vorsitzender des Wiener Landesverbandes war. Seit Oktober 2022 ist der Linzer Unternehmer Michael Stöttinger Präsident des ÖSB. Er löste Christof Tschohl ab.

## Meisterschaften
Bereits der Österreichische Schachverband hatte ab 1929 Meisterturniere veranstaltet, an dem allerdings die Berufsspieler nicht teilnahmen. Im Jahr 1936 siegte Erich Eliskases gegen Rudolf Spielmann in einem ersten offiziellen Wettkampf um den Titel eines Meisters von Österreich 5,5:4,5 (2:1, =7). Eliskases gewann auch den Rückkampf 1937, der ebenfalls über zehn Partien ging (2:0, =8). Beide Wettkämpfe fanden am Semmering statt.
Der ÖSB organisiert seit 1947 regelmäßig Staatsmeisterschaften. Rekordmeister ist Nikolaus Stanec, der seit 1995 insgesamt zehn Titel gewann.
Seit 1975 wird ein Mannschaftswettbewerb ausgetragen, an dem die stärksten Vereine Österreichs teilnehmen. Die oberste Spielklasse ist die Bundesliga (bis 2003: Staatsliga A).